# (224) Oceana
(224) Oceana – planetoida z pasa głównego asteroid okrążająca Słońce w ciągu 4 lat i 111 dni w średniej odległości 2,64 j.a. Została odkryta 30 marca 1882 roku w Obserwatorium Uniwersyteckim w Wiedniu przez Johanna Palisę. Nazwa planetoidy pochodzi od Oceanu Spokojnego.